# Elbiku
Elbiku (szw. Ölbäck) – wieś w Estonii, w prowincji Lääne, w gminie Noarootsi.